# Apamea cyanochlora
Apamea cyanochlora là một loài bướm đêm trong họ Noctuidae.